# Oedostethus quadripustulatus
Oedostethus quadripustulatus är en skalbaggsart som först beskrevs av Fabricius 1792.  Oedostethus quadripustulatus ingår i släktet Oedostethus, och familjen knäppare. Arten är reproducerande i Sverige.

## Bildgalleri

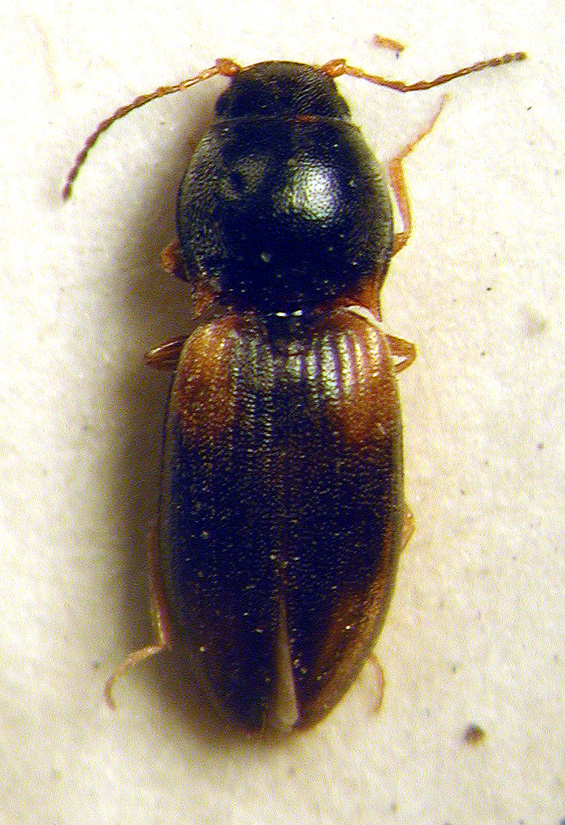